# Musées numériques Canada
Musées numériques Canada (MNC) est un programme d’investissement qui aide les musées et les organisations patrimoniales canadiens à créer des projets en ligne, tels que des expositions et visites virtuelles, des ressources éducatives, des jeux en ligne, des applications Web, etc. Le MNC est administré par le Musée canadien de l'histoire qui présente des œuvres, objets et collections provenant du patrimoine canadien. Il a ouvert depuis 2001.

## Présentation
Avec un répertoire de plus de 3 000 établissements patrimoniaux canadiens et une base de données contenant plus de 600 expositions virtuelles, le MNC rassemble les collections et les richesses des musées canadiens, quels que soient leur vocation et leur emplacement.
Le MNC est un espace interactif unique qui est composé d’expositions virtuelles, de ressources d’apprentissage pour enseignants et plus de 900 000 images d’objets provenant des collections des musées canadiens. Ces ressources sont disponibles en français et en anglais. Le contenu présenté sur le MNC est produit par les musées canadiens. Le MNC est administré par le Musée canadien de l'histoire.
En février 2014, le gouvernement fédéral a annoncé son intention de transférer le Musée virtuel du Canada et les Ouvrages de référence en ligne au Musée canadien de l’histoire. Le projet de loi C-31, qui porte exécution de certaines dispositions du budget et d’autres mesures, a reçu la sanction royale confirmant le transfert de la responsabilité de ces deux programmes au Musée canadien de l’histoire.
Le Musées numériques Canada offre une plateforme en ligne interactive permettant aux communautés du Canada d'y présenter et préserver leurs histoires. Plusieurs programmes permettent d’y arriver. Le programme d’investissements du MNC appuie les efforts des musées canadiens dans la création d’expositions virtuelles et est principalement dédié aux institutions de moyenne à grande dimension. Le programme Histoire de chez nous est un programme d’investissement destiné aux plus petits musées communautaires afin de leur permettre de créer des expositions virtuelles sur leur histoire.

## Expositions
- La pêche à l'anguille sur la Côte-du-Sud du Musée de la mémoire vivante[6].
- Morbus Delirium du Centre des sciences de Montréal[7].